# Cultura di Keszthely

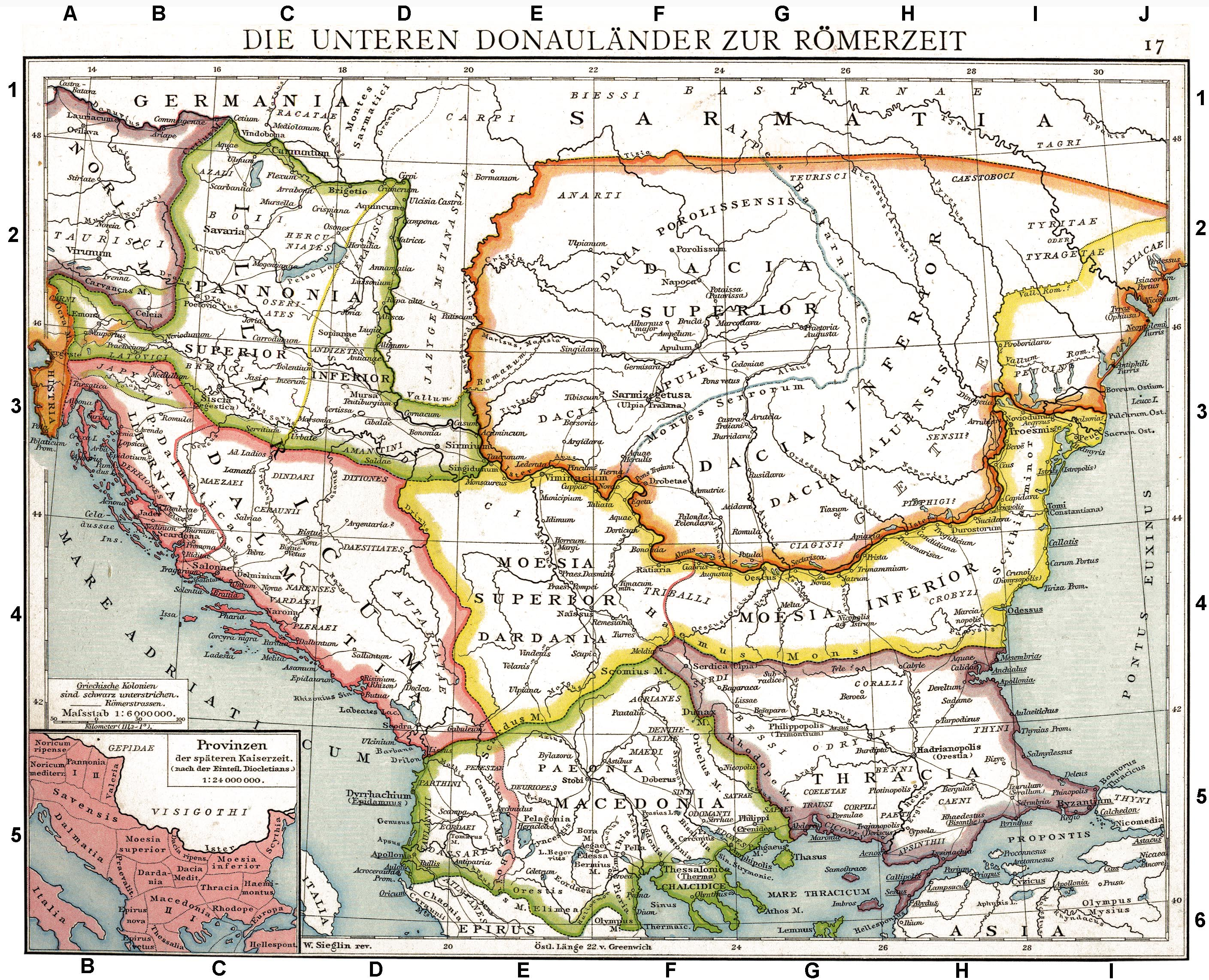
Pannonia romana e regioni vicine

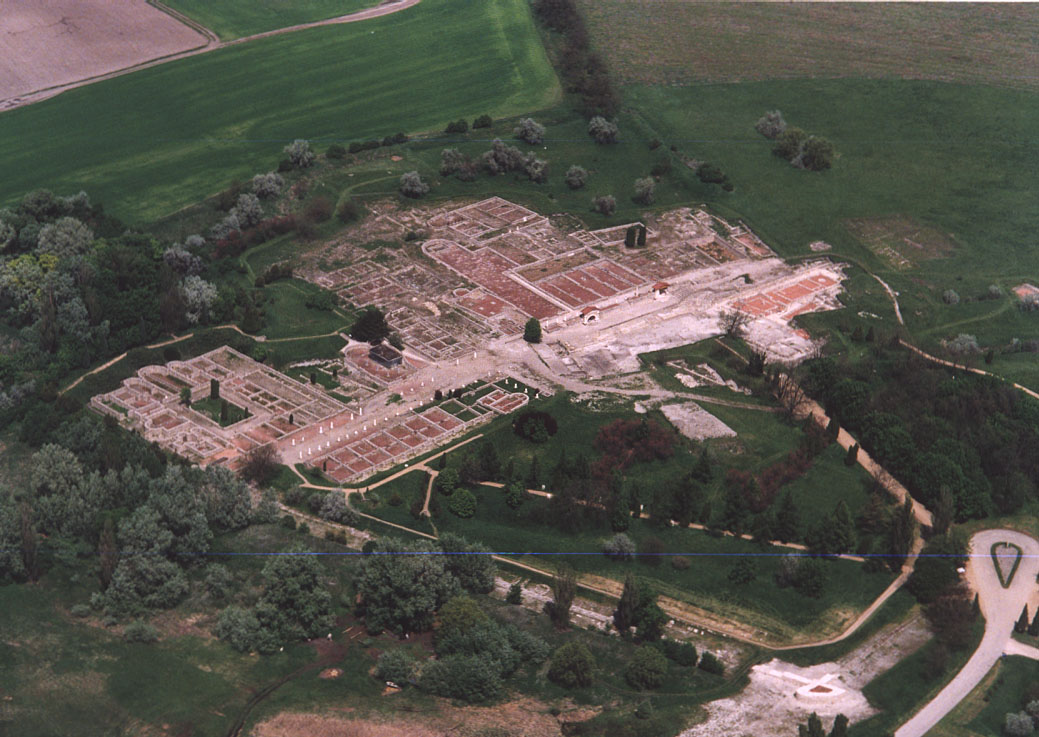
Fotografia aerea di Gorsium - Herculia (Tác, Hungary); area della cultura di Keszthely

La cultura di Keszthely si sviluppò dopo la caduta dell'Impero romano d'Occidente nell'antica regione della Pannonia dal quinto al decimo secolo, intorno a un villaggio nei pressi dell'attuale Keszthely.
La cultura di Keszthely si è sviluppata intorno al lago Balaton, che gode di un microclima di tipo quasi mediterraneo, simile a quello dei laghi subalpini dell'Italia. Secondo l'accademico Alexandru Magdeanu, questo clima è una delle ragioni per cui i pannoni romanizzati non sono fuggiti durante le invasioni barbariche nelle vicine coste adriatiche.
In un'area di circa mille km² sono state ritrovate oltre 6.000 tombe di pannoni romanizzati, datate V-IX secolo, che ci hanno lasciato vestigia di una cultura artigianale di ottimo livello. Dalle tombe si deduce che il caratteristico costume dei pannoni romanizzati era diverso da quello dei barbari Avari e Gepidi che li dominavano. Le donne pannone usavano orecchini con pendenti a forma allungata e spesso con croci; avevano spille a forma di volatili ed anelli con riferimenti cristiani. Una tomba di ragazza pannona dei tempi di Giustiniano I ha una specie di berretto decorato con filamenti aurei di squisita fattura, che addirittura anticipa quelli rinascimentali.
Questa continuità di costumi (e decorazioni) nelle tombe mostra una uniformità di popolazione nella cultura di Keszthely dalla caduta dell'Impero romano d'Occidente fino al nono secolo. Questa uniformità è identica a quella riscontratasi, anche linguisticamente, in altre aree dell'ex-impero romano (come nella penisola iberica) nei secoli dell'Alto Medioevo, secondo Alexandru Magdeanu.
Il lento "incunearsi" di altre popolazioni, soprattutto avare e germaniche, determinò la progressiva scomparsa dei costumi romanizzati nelle 6.000 tombe ritrovate. Scomparsa divenuta totale a partire dal nono secolo, coll'arrivo nella zona del lago Balaton dell'ultima invasione, quella dei Magiari. Solo sul finire del nono secolo questi pannoni romanizzati cominciarono a essere seppelliti in forme simili agli Avari e agli Slavi che vivevano con loro e che li avevano assimilati.